# Jeremy Suarez
Pour les articles homonymes, voir Suárez.
Jeremy Suarez est un acteur américain né le 6 juillet 1990 à Burbank (Californie, États-Unis).

## Biographie
Jeremy Suarez naît dans une famille afro-cubaine musulmane. 
Il est l'aîné de trois frères et sœurs.

## Filmographie
- 1996 : Jerry Maguire de Cameron Crowe : Tyson Tidwell
- 1997 : Built to Last (série TV) : Ryce Watkins
- 1998 : Susan a un plan (Susan's Plan) : Kevin
- 2001 : The Land Before Time VIII: The Big Freeze (vidéo) : Tippy (voix)
- 2002 : La Planète au trésor : Un nouvel univers (Treasure Planet) (voix)
- 2003 : Frère des ours (Brother Bear) : Koda (voix)
- 2004 : Ladykillers (The Ladykillers) : Li'l Gawain
- 2004 : Fat Albert : Russell (voix)
- 2005 : Room to Grow : Teasel
- 2005 : Cool Attitude, le film (The Proud Family Movie) (TV) : Wally (voix)
- 2006 : Brother Bear 2 (vidéo) : Koda (voix)
- 2008 : Extreme Movie d'Adam Jay Epstein et Andrew Jacobson
- 2012 : Drôles d'oiseaux (Zambezia) :Kai (voix)
- 2014 : Angry Video Game Nerd: The Movie (Film) : Cooper